# João I de Brabante
João I de Brabante, o Vitorioso (Bruxelas, 1253 – Bar-le-Duc, 3 de maio de 1294) foi duque de Brabante de 1267 a 1294 e duque de Limburgo de 1288 a 1294, filho de Henrique III, duque de Brabante, e de Adelaide da Borgonha.

## Biografia
Seu irmão mais velho, deficiente mental, é deposto do ducado em 1267 e internado por uma ordem sua, sucede-o.
Reaproxima-se da realeza francesa ao casar-se com uma filha de São Luís, mas ela morre pouco depois. No entanto, os laços com a França perduram, e o novo rei francês, Filipe III, casa-se em 1274 com uma irmã sua.
Em 1276, une-se ao exército de seu cunhado para defender os direitos de Afonso de la Cerda contra Sancho IV de Castela, e depois participa, em 1285, na Cruzada de Aragão. Luta também contra muitos dos vizinhos do Ducado de Brabante.
Em 1283, a duquesa Ermengarda de Limburgo falece e o imperador Rodolfo I de Habsburgo permite que o ducado passe, sob aluguer, ao viúvo, Reinaldo I de Guéldria, ignorando os pedidos de Adolfo V de Berg, que o reivindica. Sem poder fazer valer suas pretensões através das armas, Adolfo V de Berg vende seus direitos a João I de Brabante, que parte para a conquista do Ducado de Limburgo. Seguem cinco anos de guerras, que terminam na batalha de Worringen, onde João vence Reinaldo I de Guéldria e seus aliados. Reinaldo é obrigado a renunciar a Limburgo em 15 de outubro de 1289.
Nos anos seguintes, João I se reaproxima da Inglaterra, casando seu filho a uma filha de Eduardo I.

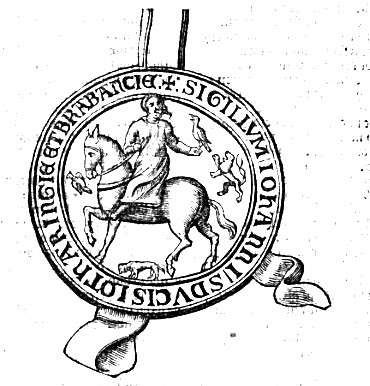
João de Brabant

Jan I é considerado um modelo perfeito de príncipe feudal: bravo, aventuroso, excelente em qualquer tipo de atividade física, amante das aparências e de temperamento generoso. Isto o fez muito popular na imaginação coletiva e na literatura da Idade Média. Até hoje existe uma ode a ele, tão conhecida que foi uma candidata ao hino de Brabante do Norte. Também ficou conhecido por seus muitos filhos ilegítimos. Impressionava em torneios e adorava participar em duelos.
Em 1294, acompanha o conde de Bar Henrique III que vem desposar uma filha de Eduardo I. Dão-se muitas festas e torneios. Durante um duelo, Jan I cai sob seu próprio cavalo, gravemente ferido no braço pela lança de seu adversário. Falece naquela mesma noite.

## Casamentos e filhos
Casa-se em primeiras noites, em fevereiro de 1271, com Margarida de França (1255 † 1272), filha de São Luís, rei de França e de Margarida de Provença, e têm:
- um filho, nascido e morto em setembro de 1272.

Viúvo, casa-se novamente em 1273 com Margarida de Flandres (1251 † 1285), filha de Guido de Dampierre, conde de Flandres e de Mathilde de Béthune. Têm:
- Godofredo (1273 † ap.1283);
- João II (1275 † 1312), duque de Brabante e de Limburgo;
- Margarida (1276 † 1311), casada em 1292 com Henrique VII de Luxemburgo (1274 † 1313), imperador germânico;
- Maria de Brabante, casada com Amadeu V de Saboia († 1323), conde de Saboia.